# Réz-szulfát
A réz-szulfát (vagy réz(II)-szulfát, rézgálic, INN: copper sulfate) a réz egyik leggyakoribb vegyülete. Formálisan a réz(II)-oxid és a kénsav reakciójából származtathatjuk. Ásványtani neve kalkantit.

## Jellemzői
Szobahőmérsékleten szilárd, ionrácsos vegyület.
Kristályvizes alakja (CuSO4·5H2O) kék színű, szagtalan kristályokat alkot (régies név: kékkő), a kristályvízmentes forma vegytisztán fehér por, a technikai tisztaságú a szennyeződéstől függően szürkésfehér, esetleg halványzöld. A vízmentes formák újra kék színűvé válnak a vízfelvétel során.
Vízben jól oldódik, vizes oldata kék színű.
Kristályrendszere a triklin (háromhajlású) rendszer, amely könnyen összetéveszthető a monoklin (paralelogramma alakú) rendszerrel.

## Felhasználása
Felhasználják a fémek galvanizálásához, növényvédő szerként (fungicid), illetve a kristályvízmentes alakját víz kimutatására (például abszolút alkoholban). Szintén használja a vegyipar, műtrágyaipar, bőr -és textilipar valamint egyes kozmetikai szerek is tartalmaznak réz-szulfátot.

### Bordói lé
A növényvédelemben elterjedt szer a bordói lé, tipikusan a szőlő, a napraforgó gombás fertőzése esetén használják lemosó permetezéshez.
A rézgálic vizes oldata savas, ezért mészporral keverik a semleges pH-érték eléréséig.
Az elterjedt 3%-os, 10 liter mennyiségű bordói lé készítéséhez 300 g rézgálic és 450-600 g mész szükséges.

## Élettani hatása
A réz-szulfát – hasonlóan más rézsókhoz – mérgező hatású, de a szervezetbe a tápcsatornán keresztül nehezen kerül be, mert a gyomorba bejutva hányást okoz. Halálos adagja 8-12 gramm. Régebben használták a réz-szulfátot fehérfoszfor-mérgezés elleni hánytatásra is.
Kis mennyiségű rézre azonban szüksége van a szervezetnek, nyomelemként fontos szerepet tölt be számos élettani folyamatban (vérképzés, enzimek termelése). ATC-kódja V03AB20.
A réz-szulfátot élelmiszerek esetében elsősorban az ásványianyag-tartalom növelésére, csomósodást gátló anyagként, valamint tartósítószerként alkalmazzák E519 néven.

## Előállítása
Ipari előállítása réz és meleg kénsav reakciójával történik:
Cu + H2SO4 → CuO + H2O + SO2
CuO + H2SO4 → CuSO4 + H2O

## Réz-szulfát-pentahidrát
A réz-szulfát-pentahidrát a réz (vegyjele: Cu) kénsavval való reakciójából kilépő termék, amely mikor kikristályosodik, 5 vízmolekulát köt meg. A réz-szulfát-pentahidrátot gyakran használják paradicsom ragya (peronoszpóra) kezelésére, ugyanis a peronoszpóra nem szereti a rézben gazdag környezetet. A réz-szulfát anhidrát, a réz-szulfát-pentahidrát egyik rokon vegyülete, mivel csak annyiban különböznek, hogy a réz-szulfát anhidrát nem köt meg egyetlen vízmolekulát sem. Míg a réz-szulfát-pentahidrát színe kék, addig a réz-szulfát anhidrát színtelen, fehér (a cukorra hasonlít). Vidéken kék kőnek vagy rézgálicnak is nevezik.
A réz-szulfát-pentahidrát képlete CuSO4 x 5H2O.